# Манка (биология)
Манка — личиночная стадия некоторых ракообразных, является отличительной характеристикой клады Mancoida, которая состоит из всех членов надотряда Peracarida за исключением  Amphipoda. Манка более или менее похожа на взрослое животное, но лишенное последней пары грудных ног. У некоторых равноногих раков, а в особенности у семейства Cymothoidae, манка паразитирует на рыбах, и называется праница.